# واندورادنیا
واندورادنیا (به لاتین: Wanduradeniya) یک منطقهٔ مسکونی در سری‌لانکا است که در ناحیه کگاله واقع شده‌است. واندورادنیا ۸۲۰ نفر جمعیت دارد.